# Бєлоусово (місто)
Белоусово (рос. Белоусово) — місто в Жуковському районі Калузької області Російської Федерації.
Населення становить 10 946 осіб. Входить до складу муніципального утворення Місто Бєлоусово.

## Історія
Від 2004 року входить до складу муніципального утворення Місто Бєлоусово

## Населення
| 1970    | 1979  | 1989    | 2001    | 2002  | 2003    | 2005    |
| ------- | ----- | ------- | ------- | ----- | ------- | ------- |
| 5990    | ↗7319 | ↗11 886 | ↗12 600 | ↘8515 | ↘8500   | →8500   |
| 2007    | 2008  | 2009    | 2010    | 2012  | 2013    | 2014    |
| ↗8600   | ↗8700 | ↗8757   | ↘8412   | ↘8354 | ↗8415   | ↗8538   |
| 2015    | 2016  | 2017    | 2018    | 2019  | 2020    | 2021    |
| ↗8726   | ↗8914 | ↗9288   | ↗9585   | ↗9811 | ↗10 186 | ↗10 695 |
| 2022    |       |         |         |       |         |         |
| ↗11 418 |       |         |         |       |         |         |